# مرک (مجارستان)
مرک (به مجاری:  Mérk) یک منطقهٔ مسکونی در مجارستان است که در سابولچ-ساتمار-برگ واقع شده‌است. مرک ۲۵٫۰۸ کیلومتر مربع مساحت و ۲٬۰۷۳ نفر جمعیت دارد.